# Varvarin
Varvarin (srbskou cyrilicí Варварин) je město a správní středisko stejnojmenné opštiny v Srbsku v Rasinském okruhu. Nachází se u břehu řeky Velké Moravy, asi 19 km severovýchodně od města Kruševac. V roce 2011 žilo ve Varvarinu 2 133 obyvatel, v celé opštině pak 17 772 obyvatel, z nichž naprostou většinu (97,45 %) tvoří Srbové. Rozloha opštiny je 249 km².
Kromě města Varvarin k opštině patří dalších 20 sídel; Bačina, Bošnjane, Cernica, Donji Katun, Donji Krčin, Gornji Katun, Gornji Krčin, Izbenica, Karanovac, Mala Kruševica, Marenovo, Maskare, Obrež, Orašje, Pajkovac, Parcane, Suvaja, Toljevac, Varvarin Selo a Zalogovac.
Většina obyvatel se zabývá zpracovatelským průmyslem, maloobchodem, velkoobchodem, opravami a vyučováním.